# 조선흥업주식회사
조선흥업주식회사(朝鮮興業株式會社)는 1904년 한반도에서의 소작제 대농장 경영을 목적으로 설립된 일본인 지주회사이다. 1904년 일본인 시부사와 에이이치의 주도로 만들어진 한국흥업주식회사(韓國興業株式會社)가 1913년 조선흥업주식회사로 개칭하였다. 식민지 시기 한반도에서 국책기업이었던 동양척식주식회사를 제외하면 가장 많은 토지를 보유했으며, 한때 한반도 각지에 172제곱킬로미터의 농장 면적과 16,500명에 달하는 소작인을 두고 있었다. 1945년 조선의 식민지 해방을 맞아 영업을 종료하였다.